# Pannekoekstraat 46-48
Het pand aan de Pannekoekstraat 46-48 is een bedrijfsgebouw met woningen in Rotterdam Centrum. Het gebouw is tussen 1951 en 1953 gebouwd en is een gemeentelijk monument.

## Geschiedenis
Na het bombardement van Rotterdam op 14 mei 1940 werd het oude centrum grotendeels verwoest, en moest er een nieuwe binnenstad worden ontworpen voor de wederopbouw van de stad. Al vier dagen na het bombardement kreeg W.G. Witteveen de opdracht om dit te realiseren. Het eerste wederopbouwplan van Witteveen bestond, in tegenstelling tot het latere Basisplan van zijn opvolger en assistent Cornelis van Traa, grotendeels uit herbouw in traditionalistische trant. Deze herbouw moest pandgewijs gebeuren en bestond uit bakstenen gevels, ramen met roedeverdeling, decoratieve elementen en schuine kappen. Hij nodigde tijdens de Tweede Wereldoorlog veel verschillende architecten uit om allerlei panden in de straten te ontwerpen van een stad die uiteindelijk nooit werd opgeleverd.
Hoewel Witteveen al in 1944 vervangen werd door van Traa en daardoor de wederopbouwprioriteit van traditionalistische herbouw naar experimentele, functionalistische nieuwbouw was verschoven, werden er in de periode 1941-1953 meerdere gebouwen in de traditionalistische stijl opgeleverd. Een paar van deze gebouwen zijn de Rotterdamsche Bank aan de Coolsingel, de zogenoemde 'bankburchten' van de Twentsche Bank, Nederlandsche Handelsmaatschappij en Amsterdamsche Bank aan de Blaak, het PTT-kantoor aan de Botersloot en een handjevol woningen aan de Oude Binnenweg. Ook het dubbelpand met winkels en woningen aan de Pannekoekstraat is een voorbeeld van zo'n traditionalistisch bouwwerk. Dit bouwproject was een initiatief van bekend bouwer en sportzeiler Koos de Jong, die een bronzen medaille won op de Olympische Zomerspelen van 1948. De eerste ontwerpen werden in 1951 gemaakt door het Rotterdamse Architectenbureau Meischke en Schmidt, de eerste paal werd op 22 februari 1952 geslagen en in 1953 werd het gebouw opgeleverd. In 2014 besloot de Rotterdamse gemeenteraad om de status van gemeentelijk monument toe te kennen aan het pand vanwege de unieke vormgeving.

## Vormgeving
Het gebouw is ontworpen in traditionalistische trant en valt op in de straat omdat hier omheen later functionalistische bouwblokken van architect Harry Nefkens verrezen. Het pand is gemaakt als bouwblok, bestaande uit twee winkels op de begaande grond, twee bedrijfsruimtes aan de achterzijde en vier verdiepingen die goed zijn voor zes woningen. De ramen hebben een glasroede opmaak en de tuitgevels zijn in ouderwetse stijl - een knipoog naar de vooroorlogse binnenstad waar veel huizen deze elementen hadden. Het grote verschil met vooroorlogse woningen is dat er een trappenhuis is in het midden die de huizen met elkaar verbindt. Hierdoor zijn het geen twee opzichzelfstaande woningen maar een woningblok. De ouderwetse stijl met tuitgevels werd niet heel goed ontvangen in een artikel van het architectonisch tijdschrift Rotterdam Bouwt, en verklaarde blij te zijn dat de rest van de straat niet in deze stijl zou worden gebouwd.